# Southern Cross Rally 1977
Rajd Southern Cross International 1977 (12. Total Oil Southern Cross International Rally) – rajd samochodowy rozgrywany w Australii od 8 do 12 października 1977 roku. Była to szesnasta runda Rajdowych Mistrzostw Świata w roku 1977 (zaliczana tylko do tzw. Pucharu FIA Kierowców, nie producentów). Rajd został rozegrany na nawierzchni asfaltowej i szutrowej. Bazą rajdu były australijskie miasta Sydney i Port Macquarie.

## Klasyfikacja generalna[2]
| Miejsce | Nr | Kierowca          | Pilot            | Samochód               | Czas      | Strata     | Grupa | Pkt WRC |
| ------- | -- | ----------------- | ---------------- | ---------------------- | --------- | ---------- | ----- | ------- |
| 1       | 3  | Rauno Aaltonen    | Jeff Beaumont    | Datsun Violet 710      | 1:20:24.0 |            | 4     | 9       |
| 2       | 4  | Harry Källström   | Claes Billstam   | Datsun Violet 710      | 1:27:51.0 | +7:27.0    | 4     | 6       |
| 3       | 12 | Bob Watson        | Peter Godden     | Datsun Violet 710      | 1:53:57.6 | +33:33.6   | 4     | 4       |
| 4       | 9  | Kenjiro Shinozuka | Garry Connelly   | Mitsubishi Colt Lancer | 1:56:14.4 | +35:50.4   | 4     | 3       |
| 5       | 8  | Greg Carr         | Wayne Gregson    | Ford Escort RS 1800    | 2:33:18.0 | +1:12:54.0 | 4     | 2       |
| 6       | 5  | Shekhar Mehta     | Adrian Mortimer  | Datsun PB 210          | 2:44:19.2 | +1:23:55.2 | 4     | 1       |
| 7       | 23 | Ian Hill          | Graham Roser     | Mitsubishi Colt Lancer | 3:16:48.0 | +1:56:24.0 | 4     |         |
| 8       | 27 | Ross Jackson      | Peter Berriman   | Mitsubishi Colt Lancer | 3:36:41.4 | +2:16:17.4 | 4     |         |
| 9       | 28 | Shigeru Kano      | Kiyoshi Kawamura | Mitsubishi Colt Lancer | 3:56:10.8 | +2:35:46.8 | 4     |         |
| 10      | 13 | Blair Robson      | Chris Porter     | Ford Escort RS 1800    | 4:30:07.2 | +3:09:43.2 | 4     |         |

## Punktacja

### Klasyfikacja  FIA Cup for Rally Drivers
| Lp | Producent           | Pkt. |
| -- | ------------------- | ---- |
| 1  | Sandro Munari       | 31   |
| 2  | Björn Waldegård     | 30   |
| 3  | Bernard Darniche    | 18   |
| 3  | Jean-Claude Andruet | 18   |
| 5  | Ari Vatanen         | 15   |
| 5  | Timo Salonen        | 15   |
| 5  | Simo Lampinen       | 15   |
| 5  | Rauno Aaltonen      | 15   |

- Uwaga: Tabela obejmuje tylko pięć pierwszych miejsc.